# Muttler
Muttler lub Piz Muttler to szczyt w Samnaungruppe w Alpach Retyckich we wschodniej Szwajcarii. Jest najwyższym szczytem Masywu Samnaun.